# Жага (фільм, 2005)
«Жага» — кінофільм режисера Бена Рекха, що вийшов на екрани в 2005 році.

## Зміст
У лікарні Лос-Анджелеса почали потрапляти люди з дивними симптомами. Незабаром стає зрозуміло, що причина цьому – отруєння водою. Міська влада терміново перекриває доступи до всіх джерел. Населення ніхто не інформує на достатньому рівні, починається паніка і стихійні бунти, адже незабаром у всьому мегаполісі важко буде знайти воду, а де саме знаходиться вогнище зараження поки невідомо. Визначити його місцезнаходження – це питання життя і смерті для мільйонів звичайних людей, які опинилися у смертельній пастці.

## Ролі
| Актор               | Роль |
| ------------------- | ---- |
| Кристофер Мастерсон | -    |
| Джейк Максворфі     | -    |
| Джон Грайз          | -    |
| Крістофер Беррі     | -    |
| Аджай Найду         | -    |
| Маджейна Това       | -    |
| Шабана Азмі         | -    |
| Ліндсей Прайс       | -    |
| Клара Сміт          | -    |
| Ної Сеган           | -    |

## Знімальна група
- Режисер — Бен Рекха
- Сценарист — Бен Рекха
- Продюсер — Салві Малекі, Смріті Мундра, Тейлор Філліпс
- Композитор — Себастьян Деміен, Dredg, Етан Хігбі